# ヨハン・フォン・ゾルトナー

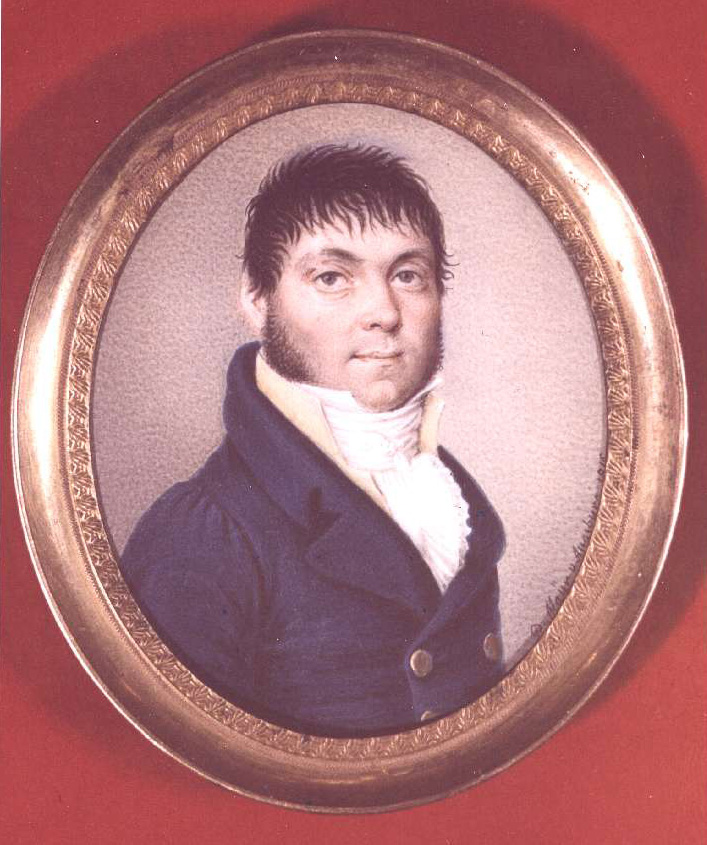
フォン・ゾルトナー（1816年の肖像画）

ヨハン・ゲオルク・フォン・ゾルトナー（Johann Georg von Soldner、1776年7月16日 - 1833年5月13日）は、ドイツの物理学者・数学者・天文学者。

## 人物
フォイヒトヴァンゲンで生まれた。はじめベルリンで働き、1808年にミュンヘンで測地学の分野で働いた。ボーゲンハウゼン天文台で働き、バイエルンの測量事業を指揮した。地図の投影法のゾルドネル図法に、ゾルトナーの名前が残されている。
1801年にニュートンの万有引力の法則から光子に質量があると仮定した時の天体の重力による、光線の曲がる角度を計算したことでも知られる（光子の質量がわからなくても、曲がる角度は計算することができる。ヘンリー・キャヴェンディッシュも1783年に計算している）。これらの値はアルベルト・アインシュタインは一般相対性理論を使って、光が天体の重力によって曲げられる角度は万有引力の法則で得られる角度の2倍であることを示し、これが観測によって確認された。
ゾルトナーの墓はボーゲンハウゼン墓地にある。